# Arthur Andrews
Arthur Fleming Andrews (Muncie, 1º settembre 1876 – Long Beach, 20 marzo 1930) è stato un pistard statunitense.
Andrews partecipò ai Giochi olimpici di Saint Louis 1904 in quattro delle sette gare di ciclismo previste all'epoca. Vinse una medaglia d'argento nella gara delle venticinque miglia e una di bronzo nella gara delle cinque miglia. Fu eliminato in semifinale nella gara del quarto di miglio mentre nel mezzo miglio fu sconfitto al primo turno.

## Piazzamenti

### Competizioni mondiali
- Giochi olimpici

St. Louis 1904 - Quarto di miglio: eliminato in semifinale
St. Louis 1904 - Mezzo miglio: eliminato al primo turno
St. Louis 1904 - Cinque miglia: 3º
St. Louis 1904 - Venticinque miglia: 2º